# بابی فاستر
بابی فاستر (انگلیسی: Bobby Foster; ۱۹ ژوئیهٔ ۱۹۲۹ – ۲۰۰۶ (۷۶−۷۷ سال)) بازیکن فوتبال اهل بریتانیا بود.
از باشگاه‌هایی که در آن بازی کرده‌است می‌توان به باشگاه فوتبال چسترفیلد، باشگاه فوتبال ویگان اتلتیک، باشگاه فوتبال پرستون نورث اند، و باشگاه فوتبال روترهام یونایتد اشاره کرد.